# Rugby à XV au Danemark
Le rugby à XV au Danemark bien que gagnant en popularité reste un sport mineur.[Interprétation personnelle ?]
L’équipe du Danemark de rugby à XV ne s'est à ce jour[Quand ?] qualifiée pour aucune compétition majeure et joue dans la division 3B du championnat européen des nations.

## Historique
Le rugby est joué au Danemark depuis 1931. 
Le Danemark est considéré comme le deuxième pays du rugby nordique, après la Suède. Jusqu'en 1980, ils n'avaient encore jamais battu la Suède, mais depuis peu les matchs se sont équilibrés.[Interprétation personnelle ?]
Jusque dans les années 1970, le niveau était extrêmement inégal. Par exemple, en 1973, lorsque Comet a rencontré Lyndo dans un match à Copenhague, le score était de 194-0.[réf. nécessaire]

## Organisation
La Fédération danoise de rugby à XV (danois : Dansk Rugby Union) est l'organe directeur pour le rugby à XV au Danemark. Cet organisme a été créé en 1950 puis a rejoint l'IRB en 1988.

## Compétitions national
Le championnat du Danemark de rugby à XV est une compétition annuelle de rugby à XV organisée par la fédération danoise de rugby.
La coupe du Danemark de rugby à XV est une compétition annuelle de rugby à XV organisée par la fédération danoise de rugby.